# Idioma tai lü
Tai lü o tai lue (en chino:傣仂语 pinyin:Dǎilèyǔ, en tailandés: ภาษาไทลื้อ:Thai Leu, vietnamita: Lự o Lữ) es un idioma hablado por más de 670 000 personas en el Sureste Asiático. Distribuidas así: 280 000 en la República Popular China, 200 000 Birmania, 134 000 en Tailandia, y 5 000 en Vietnam. El idioma tai lü es similar a otras lenguas tai.
En Vietnam, el tai lü es el idioma oficial de la etnia lu, y en China de la etnia dai.